# Munții Tatra

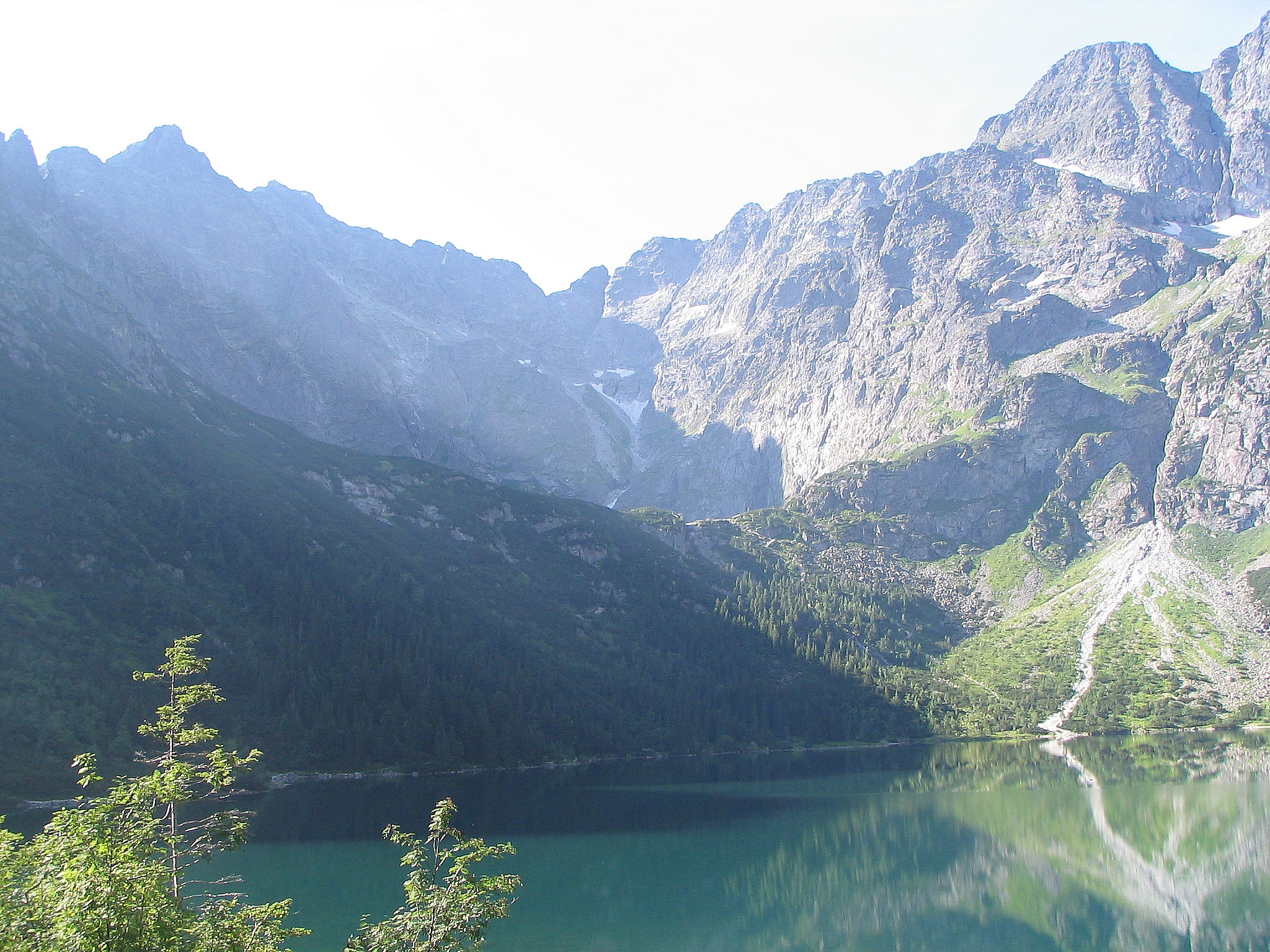
Munții Tatra

Munții Tatra reprezintă sectorul cel mai înalt al lanțului montan carpatic, grupa Carpaților de Vest. Se întinde la granița dintre Slovacia și Polonia, cea mai mare parte a masei montane revenindu-i primei. Cel mai înalt punct este vârful Gerlachovský, cu o altitudine de 2.655 m din partea slovacă. Mai multe vârfuri depășesc 2.600 m, toate în Slovacia. În Polonia altitudinea maximă este atinsă în unul din vârfurile muntelui Rysy de 2.499 m, pe granița cu Slovacia.
În funcție de aspectul reliefului se împarte în mai multe sectoare: Tatra Înaltă, Tatra Vestică, Tatra Albă.
Altitudinea mare este dată de alcătuirea geologică, în care predomină granitele și șisturile cristaline.
În Cuaternar o mare parte a acestor munți a fost acoperită de ghețari montani. În urma acțiunii lor morfologice au rezultat forme de relief specifice: văi cu profilul transversal sub forma literei „U”, circuri glaciare, parguri glaciare, creste înguste, cuvete lacustre și morene.